# Vereniging van Christen-Historici
De Vereniging van Christen-Historici (VCH) werd in 1989 opgericht als platform voor christenen die willen nadenken over geschiedenis. De VCH staat open voor zowel professionele historici als voor geïnteresseerde 'leken'. Begin 2006 lag het ledental iets onder de 400.

## Tijdschrift Transparant
Een centrale activiteit van de VCH is de uitgave van Transparant (VCH-kwartaaltijdschrift). Elk nummer daarvan heeft een ander thema. Het laatste nummer van elke jaargang is gewijd aan het examenonderwerp geschiedenis voor het voortgezet onderwijs. In november 2006 verscheen er een aflevering over dekolonisatie en Koude Oorlog in Vietnam. Een greep in de eerdere themanummers van Transparant levert het volgende op: de hugenoten, de schoolstrijd, het kwaad, de Industriële revolutie, de Molukken, het Réveil, kerk en religie in het gedeelde Duitsland en ten slotte het het wonder in de geschiedenis.

## Onderzoek
De VCH heeft enkele grote onderzoeksprojecten achter de rug. In 2001 verscheen het vuistdikke "De Anti-Revolutionaire Partij 1829-1980" (uitg. Verloren, Hilversum). Twee jaar later verscheen "Het kromme recht buigen: Mensen en hun motieven in de geschiedenis van de protestants-christelijke sociale beweging" (uitg. Aksant, Amsterdam). Beide bundels stonden onder redactie van toenmalig VCH-voorzitter prof. dr. George Harinck.

## Onderwijswerkgroep
Verder heeft VCH een Onderwijswerkgroep. Deze afdeling ontwikkelt materiaal en is vanuit de VCH ook betrokken bij de ontwikkeling van onderwijsmethoden geschiedenis voor het middelbaar onderwijs. 

## Congressen
Tevens organiseren de christen-historici congressen en studiedagen.
Een hoogtepunt was de conferentie over het thema rechtvaardige oorlog, met minister Eimert van Middelkoop van Defensie als hoofdspreker. Andere lezingen werden aangeboden door de militair-historicus prof. dr. Jan Hoffenaar, ethicus dr. Koos van der Bruggen en de christen-pacifist drs. Pieter Post.
De VCH probeerde in mei 2005 het actuele politiek-maatschappelijk thema van “Religie splijtzwam in de samenleving” op te pakken. Dat debat voornamelijk tussen dr. Kars Veling, dr. Dirk-Jan Wolffram en dr. Aart Mosterd, spitste zich toe op de vrijheid van onderwijs.
Eind mei 2006 organiseerde de VCH een congres over de Hongaarse Opstand (eind 1956), dat ook door veel Nederlandse Hongaren als succesvol werd ervaren. Nederland werd vanaf 1956 het toevluchtsoord voor enkele duizenden vluchtelingen. De meeste van hen waren rooms-katholiek. De protestantse gemeenschap was meer in het oosten van Hongarije gevestigd, en de meeste van hen wisten niet tijdig de westelijke grens met Oostenrijk te bereiken.

## Doel
Het doel van de VCH is het bevorderen van de gedachtevorming over de geschiedenis vanuit christelijk perspectief. Dit heeft drie kanten. Enerzijds betreft dat het vastleggen van de geschiedenis van christenen of christelijke organisaties. Maar anderzijds kan het gaan over de vraag of er een specifiek christelijke visie op de geschiedenis bestaat. Ten slotte biedt de VCH mogelijkheden voor historici die meer aandacht willen voor religieuze elementen in de geschiedenis.

## Uitgangspunten
Het ”Program van Uitgangspunten” van de VCH uit 1993 stelt dat de vereniging zich aansluit bij de protestantse historiografische traditie, zoals die zich in navolging van Groen van Prinsterer heeft gevormd. Kern van die traditie is de belijdenis omtrent Gods regering van alle dingen, aldus dit program.
Deze traditie is mede ontstaan vanuit een debat in de negentiende eeuw tussen Groen van Prinsterer en Robert Fruin. De laatste propageerde objectiviteit in de geschiedschrijving, maar volgens Groen heeft de geschiedschrijving per definitie een religieus karakter. Elke wetenschap gaat volgens hem immers terug op een voorwetenschappelijk uitgangspunt, een levens- en wereldbeschouwing. Het is dit verschil in wereldbeeld dat verschillende (historische)keuzes veroorzaakt. De geschiedschrijving moet duidelijk maken hoe beginselen in de werkelijkheid doorwerk(t)en.
Voor de christenhistorici heeft religie betekenis voor het hele leven, dus niet alleen het godsdienstige, maar ook het maatschappelijke en wetenschappelijke. Vanuit dit uitgangspunt moedigt de vereniging beoefenaars van de geschiedschrijving op vanuit een eigen overtuiging te werken.
De identiteit beïnvloedt ook de keuze van onderwerpen. Zo heeft de VCH aandacht voor de positie van de christelijke kerk in veel landen (zowel in het verleden als in het heden), de ontwikkeling van de christelijke beschaving, de Reformatie en de betekenis van het calvinisme voor de natievorming in Nederland en Europa, en natuurlijk de positie van het Huis van Oranje als verdediger van religie en vrijheid.
Hoewel dit Program van Uitgangspunten door de vereniging als beleidsstuk werd vastgesteld, is er over de doorwerking van het christelijk uitgangspunt steeds veel discussie geweest. Zo reageerde de bekende christen-historicus en VCH-lid prof. dr. Arie van Deursen gelijk na het verschijnen van het program "wat terughoudend", omdat hij vindt dat een historicus zich vooral door zijn bronnen moet laten leiden.

## Bekende leden
- Roelof Bisschop
- Arie van Deursen
- Beatrice de Graaf
- George Harinck
- James Kennedy
- Roel Kuiper
- George Puchinger
- Arie Slob
- Bart Jan Spruyt
- Pieter Verhoeve